# قاسم بی‌لی (بردع)
قاسم بی‌لی (به ترکی آذربایجانی: Qasımbəyli) یک منطقه مسکونی در جمهوری آذربایجان است که در شهرستان بردع واقع شده‌است. قاسم بی‌لی ۷۴۸ نفر جمعیت دارد.